# Steven Zalewski
Steven „Steve“ Zalewski (* 20. August 1986 in Utica, New York) ist ein ehemaliger US-amerikanischer Eishockeyspieler, der im Verlauf seiner aktiven Karriere zwischen 2004 und 2018 unter anderem zehn Spiele für die San Jose Sharks und New Jersey Devils in der National Hockey League (NHL) auf der Position des Centers bestritten hat. Den Großteil seiner aktiven Laufbahn verbrachte Zalewski, dessen jüngerer Bruder Mike Zalewski ebenfalls professioneller Eishockeyspieler war, aber in der American Hockey League (AHL). Ebenso war er in der finnischen Liiga und der Deutschen Eishockey Liga (DEL) aktiv.

## Karriere
Zalewski begann seine Eishockeykarriere 2002 an der New Hampton School in New Hampton im US-Bundesstaat New Hampshire. Nachdem er im Sommer 2003 an die Northwood High School in Lake Placid im Bundesstaat New York gegangen war, wo er in seinem letzten High-School-Jahr 66 Scorerpunkte in 40 Spielen erzielte, begann der Stürmer im Sommer 2004 sein Studium an der Clarkson University. Gleichzeitig lief er für deren Universitätsmannschaft in der ECAC Hockey, einer Liga im Spielbetrieb der National Collegiate Athletic Association, auf. Bereits kurz zuvor war der damals 17-jährige im NHL Entry Draft 2004 in der fünften Runde an 153. Stelle von den San Jose Sharks ausgewählt worden, obwohl er bis dahin ohne Einsatz in einer höherklassigen Juniorenliga gewesen war. An der Universität gehörte Zalewski auf Anhieb zu den Leistungsträgern im Team und war stets unter den besten Scorern zu finden. In der Saison 2006/07 gewann er mit der Mannschaft den Meistertitel der ECAC und im Jahr darauf war er einer der besten Stürmer der gesamten Liga, was ihm eine Berufung ins First All-Star Team der ECAC einbrachte. Mit Ausnahme seiner letzten Spielzeit konnte er seine Offensivproduktion kontinuierlich steigern.
Im Anschluss an die Collegesaison unterzeichnete der Power Forward seinen ersten Profivertrag in der Organisation der San Jose Sharks, woraufhin er in deren Farmteam aus der American Hockey League beordert wurde. Mit den Worcester Sharks bestritt er im restlichen Saisonverlauf der AHL sieben Spiele, in denen ihm sechs Punkte gelangen. Ab dem Beginn der Saison 2008/09 gehörte der Stürmer zum Stammkader der Worcester Sharks. Nachdem er in der regulären Saison mit 39 Punkten in 75 Partien noch gut mithielt, fehlte ihm in den Playoffs komplett die Form. In zwölf Spielen sammelte er lediglich einen Assist. Die folgende Spielzeit begann Zalewski ebenfalls in Worcester wurde aber Mitte Oktober erstmals in den NHL-Kader der San Jose Sharks berufen. Am 12. Oktober gab er gegen die Phoenix Coyotes sein Debüt.
Im Februar 2011 wurde Zalewski gemeinsam mit Jay Leach in einem Tauschgeschäft an die New Jersey Devils abgegeben, im Gegenzug erhielten die Sharks die beiden Angreifer Michael Swift und Patrick Davis. Im August 2011 erhielt Zalewski eine Vertragsverlängerung bis 2013 und spielte in der Folge meist bei den Albany Devils in der AHL. Nach Auslaufen seines Vertrages mit den Devils wechselte er das erste Mal nach Europa und wurde von Rauman Lukko aus der Liiga verpflichtet. Danach lief er ein Jahr für den Ligakonkurrenten Tampereen Ilves auf. Im Juni 2015 wurde Zalewski von den Straubing Tigers aus der Deutschen Eishockey Liga (DEL) für die Saison 2015/16 verpflichtet. Nach drei Jahren bei den Bayern beendete er im Sommer 2018 im Alter von 32 Jahren seine aktive Karriere.

### International
Für sein Heimatland spielte Zalewski beim Deutschland Cup 2015 mit der Nationalmannschaft der Vereinigten Staaten. In den drei Turnierspielen blieb er punktlos.

## Erfolge und Auszeichnungen
- 2007 Whitelaw-Cup-Gewinn mit der Clarkson University
- 2008 ECAC First All-Star Team

## Karrierestatistik
(Legende zur Spielerstatistik: Sp oder GP = absolvierte Spiele; T oder G = erzielte Tore; V oder A = erzielte Assists; Pkt oder Pts = erzielte Scorerpunkte; SM oder PIM = erhaltene Strafminuten; +/− = Plus/Minus-Bilanz; PP = erzielte Überzahltore; SH = erzielte Unterzahltore; GW = erzielte Siegtore; 1 Play-downs/Relegation; Kursiv: Statistik nicht vollständig)